# فرودگاه تک‌بانده باهیا سولداد
فرودگاه تک‌بانده باهیا سولداد (به انگلیسی: Bahía Soledad Airstrip) یک فرودگاه است که یک باند فرود خاک دارد و طول باند آن ۷۲۴ متر است. این فرودگاه در کشور مکزیک قرار دارد .